# 連邦政府ランジュバン棟 (カナダ)
連邦政府ランジュバン棟 (れんぽうせいふランジュバンとう、英語: Langevin Block、フランス語: Édiffice Langevin) は、カナダのオタワにあるパーラメント・ヒルに面した庁舎である。カナダ首相府と枢密院事務局があるので、ここはカナダ政府における権力の中枢として働いている。このため「ランジュバン棟」という言葉は、しばしば首相府のことを指す隠語として使われている。この建物はカナダ国定史跡のひとつである。

## 概要
枢密院事務局高官の部屋はランジュバン棟にまだあるが、今では首相府がセンター・ブロックにあるオフィスとともにここを利用しているので、枢密院事務局による利用はかなり限られている。
1884年に起工し、1889年に竣工したこの建物はパーラメント・ヒルの敷地外では初めてたてられた連邦政府庁舎である。この建物にはチャールズ・イライジャ・フィッシュが所有するニューブランズウィック州の採石場から得られた砂岩が用いられている。またこの建物は、オタワのウェリントン通りに面した一等地にあり、近くには戦没者記念碑、シャトー・ローリエ、政府会議センター、リドー運河、国立芸術センター、イギリス駐カナダ高等弁務官事務所、スパークス・ストリート・モールなどがある。もともとこの建物は南西官庁ビルという名前だったが、現在はジョン・A・マクドナルド政権で公共事業相を務めたエクター=ルイ・ランジュバン卿にちなんだ名前に変更されている。
ランジュバン棟の建築はオタワでは特色のあるものである。これは、他の政府庁舎がゴシック・リバイバル様式で建てられているのに対して、ランジュバン棟は第二帝政様式だからである。設計者は自治領カナダ首席建築家のトマス・ヒューラーである。2000年にはカナダ王立建築家協会によって過去千年(ミレニアム)に建てられたカナダにおけるトップ500の建築のひとつに選ばれた。